# Catedral del Sagrado Corazón (Winona)
La Catedral del Sagrado Corazón  o simplemente Catedral católica de Winona (en inglés: Cathedral of the Sacred Heart) es la iglesia madre de la diócesis católica de Winona-Rochester. La catedral se encuentra en Winona, Minnesota, Estados Unidos, en la Minnesota State Highway 43.
La parroquia del Sagrado Corazón fue establecida en 1952, formada tras la fusión de las parroquias de St. Thomas y St. Joseph, cuyas instalaciones tenían cuatro bloques separados.
La Pro-Catedral de Santo Tomás se estableció como primera parroquia de la ciudad en el año 1857. Cuando la diócesis creció, se determinó que Santo Tomás no era una instalación adecuada para una catedral. Las donaciones para construir una nueva catedral se iniciaron en 1944. El 15 de junio de 1950, la Santa Sede aprobó la petición de fusionar las dos parroquias. En el momento de su fusión Santo Tomás tenía alrededor de 600 hogares y San José tenía más de 300. La parroquia fue establecida en 1952, cuando se completó la actual catedral.

## Véase también

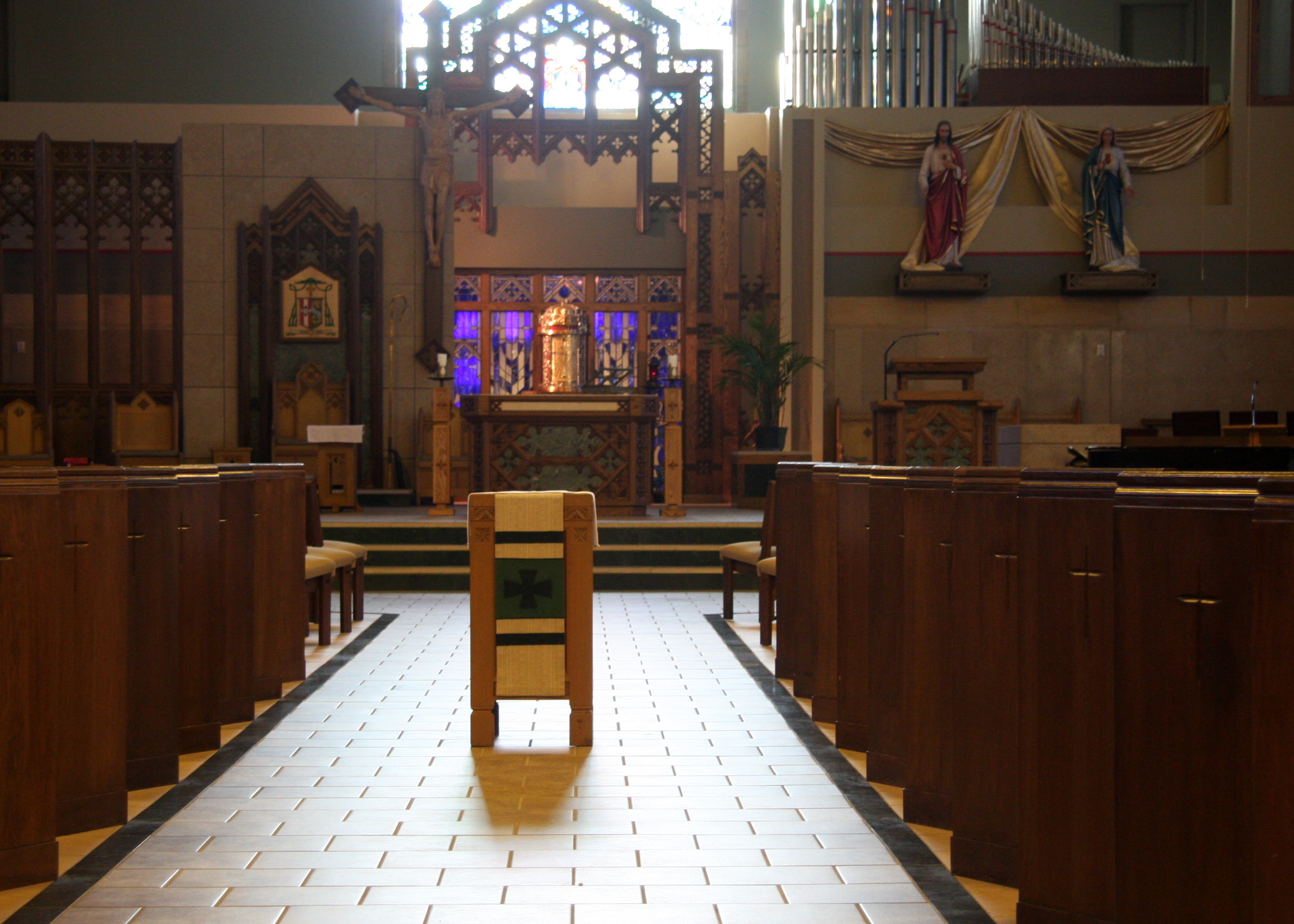
Vista interna